# High Rock (klippa i Sydgeorgien och Sydsandwichöarna)
High Rock är en klippa i Sydgeorgien och Sydsandwichöarna (Storbritannien). Den ligger i den nordvästra delen av Sydgeorgien och Sydsandwichöarna.
Terrängen runt High Rock är huvudsakligen kuperad, men den allra närmaste omgivningen är platt.  Trakten runt High Rock är nära nog obefolkad, med mindre än två invånare per kvadratkilometer. Det finns inga samhällen i närheten. Trakten runt High Rock består i huvudsak av gräsmarker.